# Ann-Mari Häggman
Solveig Ann-Mari Häggman, född 19 september 1941 i Vasa, är en finländsk folkmusikforskare.
Häggman var arkivarie vid Svenska litteratursällskapets folkkultursarkiv 1968–85 och dess chef 1992–93. Hon har gjort många betydande insatser för bevarandet av folklore i Svenskfinland och även besökt emigrantmiljöer i USA och Estlands svenskbygder. Hon blev chef för Finlands svenska folkmusikinstitut 1985 och filosofie doktor 1992 på en avhandling om medeltida balladdiktning, Magdalena på källebro. Utöver ett omfattande författarskap har hon gjort flera dokumentärfilmer om musik- och danstradition och ett 30-tal folkmusikalbum. Hon har varit ordförande i Finlands Svenska Spelmansförbund (1974–79), medlem av styrelsen för Svenska folkskolans vänner (1976–2010), dess ordförande (1998–2010) och medlem av Svenska litteratursällskapets styrelse (1981–2014). Hon tilldelades Fredrika Runeberg-stipendiet 1993.